# Aquathlon
Aquathlon, Aquatlon – jest to odmiana triathlonu. Zawodnicy kolejno: pływają i biegną, bądź biegną, pływają i jeszcze raz biegną (nie ma kolarstwa).
W aquathlonie nie ma oficjalnie ustalonych dystansów. Przykładowym dystansem w aquatlonie może być 1 km pływania i 5 km biegu lub 2,5 km biegu, 1 km pływania i 2,5 km biegu.
Jednym z wariantów aquathlonu jest aquathlon zimowy, w którym pływanie rozgrywane jest na basenie. Od tradycyjnego aquathlonu odróżnia się tym, że konkurencji nie łączy ciągłość czasowa oraz nie występuje strefa zmian. Zawodnicy kończą część pływacką, po czym rozpoczynają bieg z handicapem zgodnie z uzyskanymi czasami na pływalni. Miejsce na mecie biegu jest równocześnie miejscem zajętym w całym aquathlonie.

## Mistrzostwa Polski w aquathlonie
- 2024 rok - Susz (2024-06-29)
- 2023 rok - Susz[1]
- 2022 rok - Susz
- 2021 rok - Susz
- 2020 rok - Susz
- 2019 rok - Susz
- 2018 rok - Susz
- 2017 rok - Susz
- 2016 rok - Susz
- 2015 rok - Susz
- 2014 rok – Olsztyn
- 2013 rok – Gdynia
- 2012 rok – Gdynia
- 2011 rok – Gdynia
- 2010 rok – Gdynia
- 2009 rok – Gdynia
- 2008 rok – Głogów
- 2007 rok – Głogów

## Grand Prix Polski w aquathlonie
Od 2020 roku co roku odbywa się Grand Prix Polski w aquathlonie z finałem w Suszu w następujących kategoriach wiekowych:
- 7-8 lat dzieci junior
- 9-10 lat dzieci junior
- 11-12 lat żak
- 13-14 lat młodzik
- 15-17 lat junior młodszy
- 18-19 lat junior
- 20-23 lat młodzieżowiec
- 18 lat i więcej klasyfikacja generalna (połączona klasyfikacja juniorów, młodzieżowców i zawodników elity)
- 18-39 lat (dystans 0,4-5 dla zawodników Age-Group)
- 40-49 lat (dystans 0,4-5 dla zawodników Age-Group)
- 50 lat i więcej (dystans 0,4-5 dla zawodników Age-Group)[2]

## Galeria zdjęć

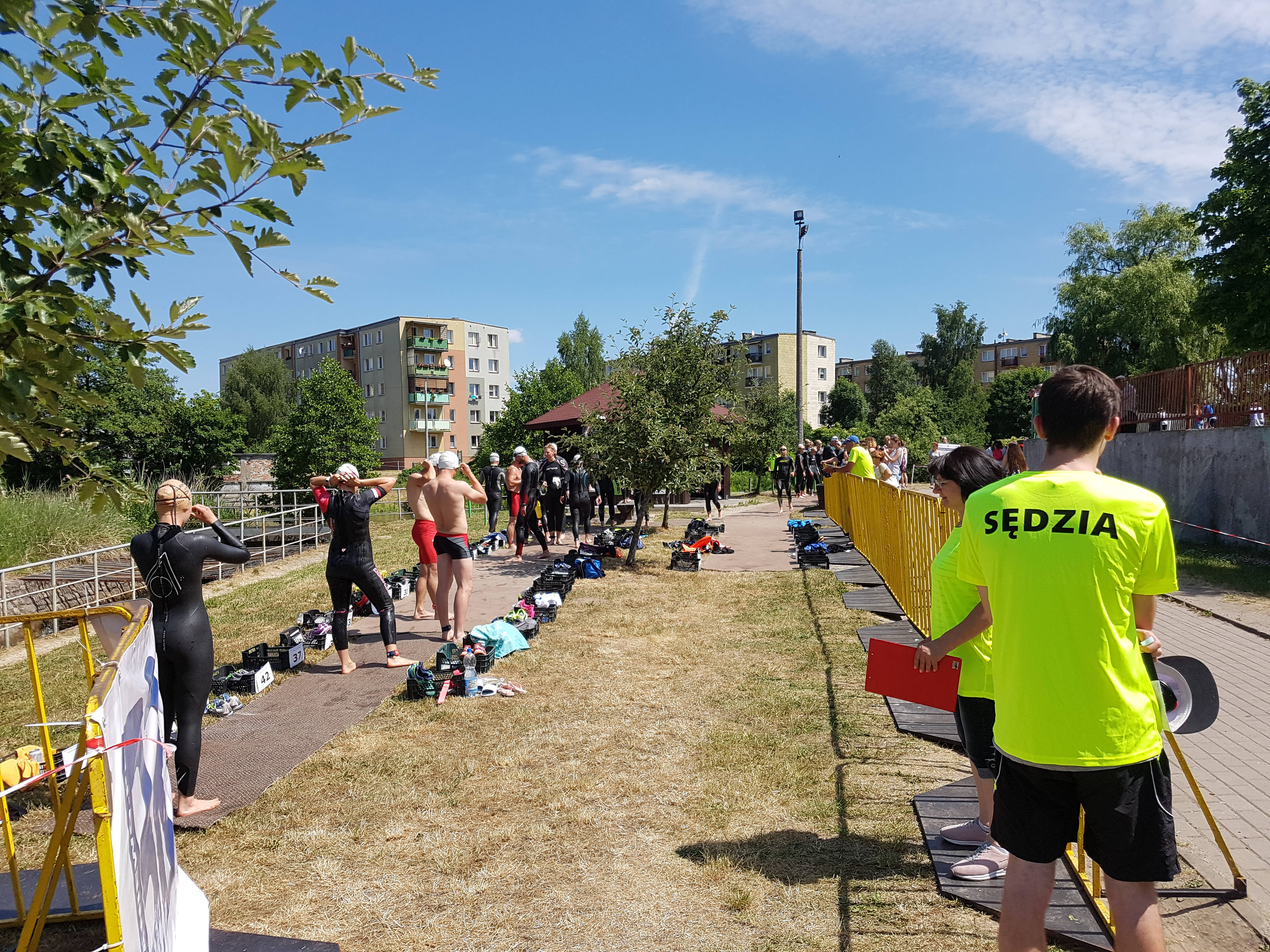
Przygotowanie do startu w aquathlonie, strefa zmian
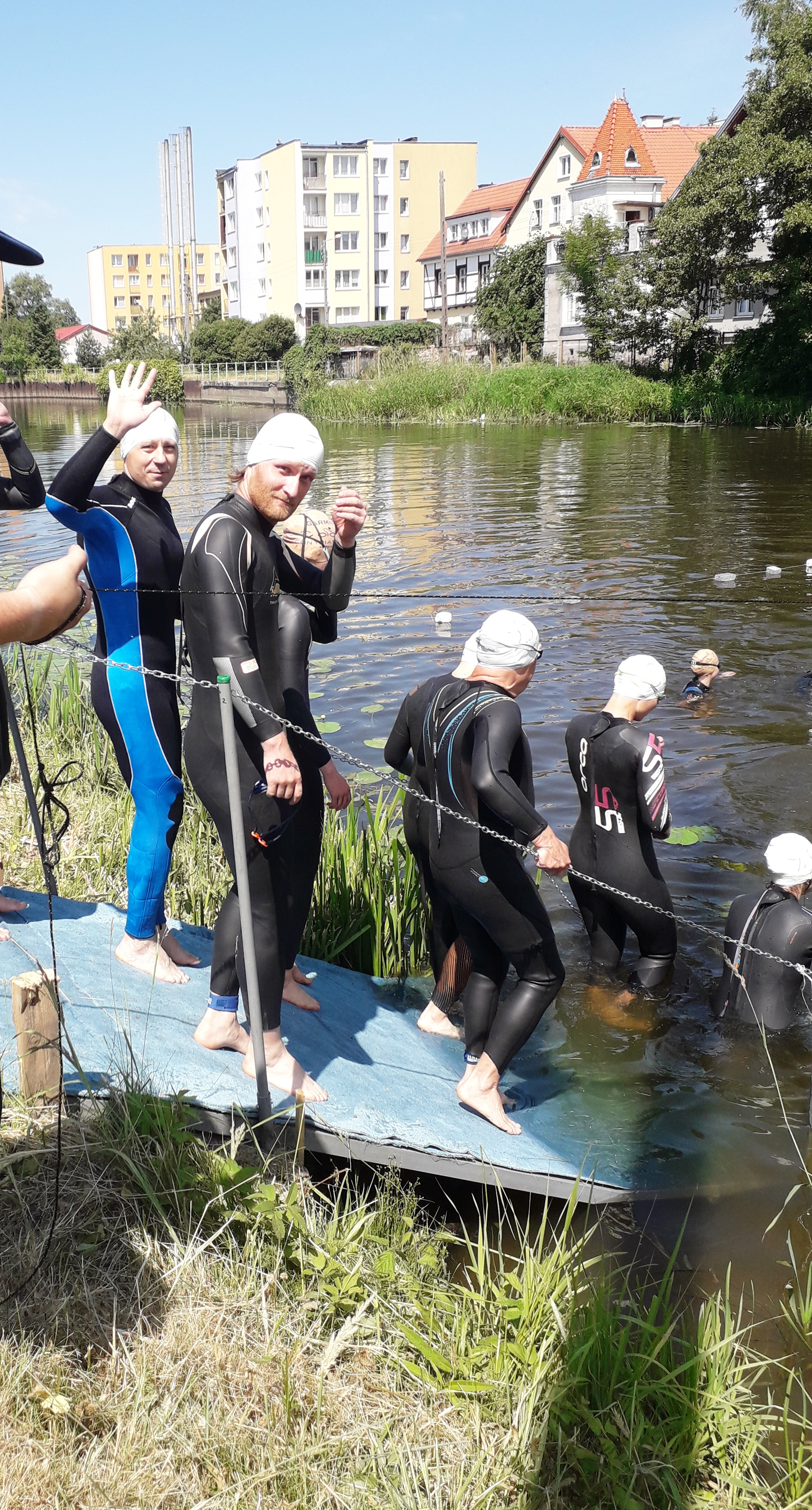
Zejście zawodników po trapie przed startem z wody
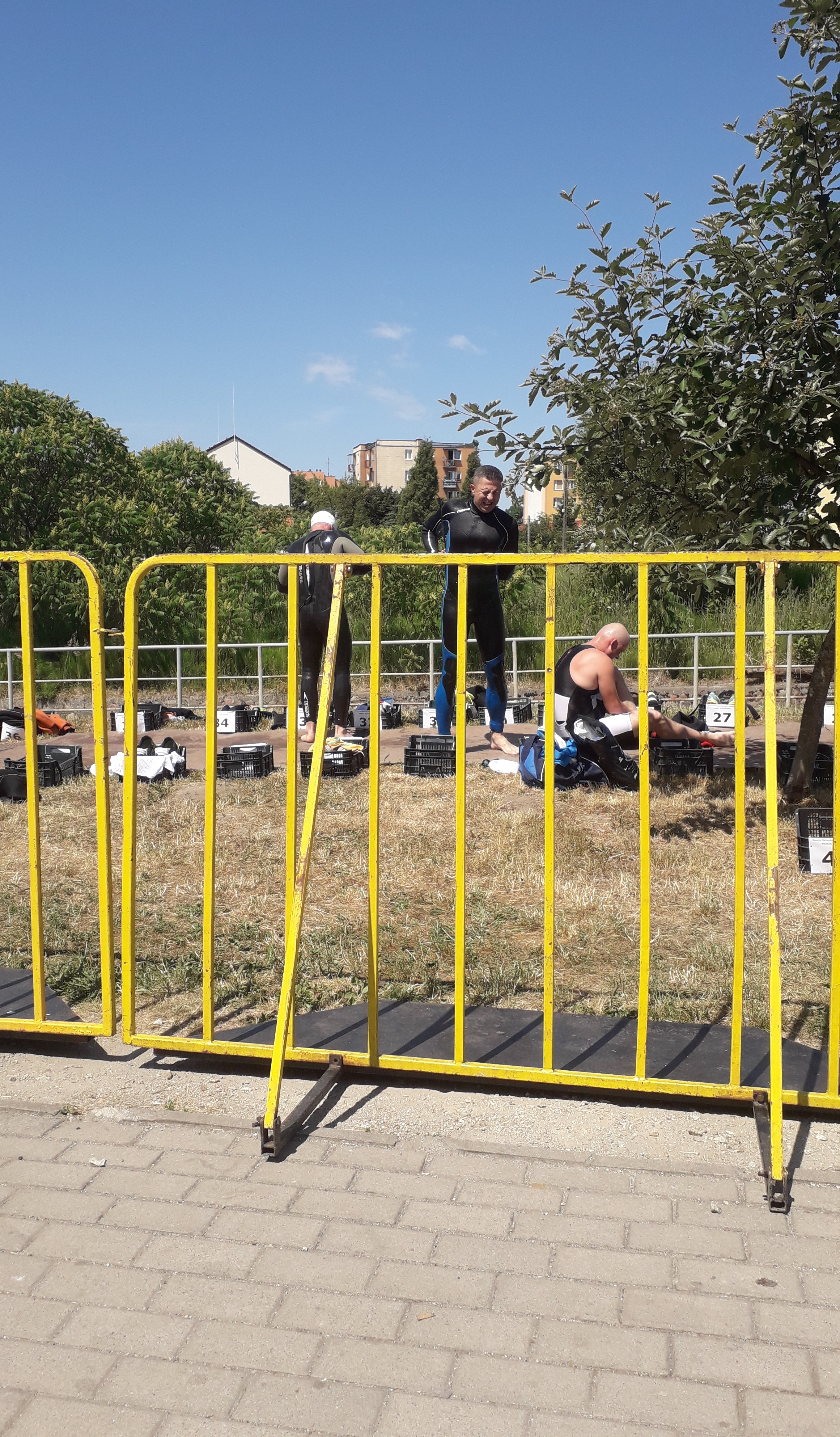
Jeden z trudniejszych momentów - zdjęcie pianki po pływaniu